# Orquestra Sinfônica NHK
A Orquestra Sinfônica NHK é uma orquestra japonesa, com o nome de Nova Orquestra Sinfônica no dia 5 de Outubro de 1926, sendo a primeira orquestra profissional do Japão. Posteriormente, a orquestra mudou seu nome para Orquestra Sinfônica do Japão, em 1951 recebeu suporte financial do NHK.

## Maestros Principais e Diretores Musicais
- Vladimir Ashkenazy (2004–2007)
- Charles Dutoit (1996–1998;1998–2003)
- Hiroshi Wakasugi (1995)
- Yuzo Toyama (1979)
- Tadashi Mori (1979–1987)
- Hiroyuki Iwaki (1969–2006)
- Alexander Rumpf (1964–1965)
- Wilhelm Schuchter (1959–1962)
- Wilhelm Loibner (1957–1959)
- Niklaus Aeschbacher (1954–1956)
- Kurt Wöss (1951–1954)
- Shinichi Takeda (1944–1951)
- Kazuo Yamada (1942–1951)
- Hisatada Otaka (1942–1951)
- Joseph Rosenstock (1936–1946;1956–1957)
- Nicolai Shiferblatt (1929–1936)
- Joseph König (1927–1929)
- Hidemaro Konoye (1926–1935)

## Maestros Honorários
- Vladimir Ashkenazy (2007)
- Charles Dutoit (2003)
- Herbert Blomstedt (1986)
- Horst Stein (1975)
- Otmar Suitner (1973)
- Wolfgang Sawallisch (1967–1994;1994)
- Lovro von Matacic (1967–1985)
- Joseph Keilberth (1967–1968)
- Joseph Rosenstock (1951–1985)